# Прапор Шевченкового (Коломийський район)
Прапор Шевченкового — офіційний символ села Шевченкове, Коломийського району Івано-Франківської області, затверджений 27 січня 2023 р. рішенням сесії Заболотівської селищної ради.
Автор — В. Косован.

## Опис
Квадратне полотнище, яке складається із трьох горизонтальних смуг — синьої, білої та зеленої (співвідношення їхніх ширин рівне 6:1:3), на верхній синій смузі біля древка жовте 16-променеве сонце, до якого з вільного краю летить чорно-біла ластівка і тримає у дзьобі гілочку вишні з білими квітами.

## Значення символів
Ластівка символ відродження та родючості. Хрест — символ віри, а підкова означає щастя. Синій колір уособлює небо, білий — географічне розташування села, з якого видніються гори, а зелений колір  — багату природу та родючі землі.